# Hayley Lever
Richard Hayley Lever (28 de septiembre de 1876 - 6 de diciembre de 1958) fue un pintor, grabador, conferenciante y profesor de arte australiano-estadounidense. Su trabajo fue parte de las competencias de arte de los Juegos Olímpicos de Verano de 1928 y los Juegos Olímpicos de Verano de 1932.

## Vida y obra

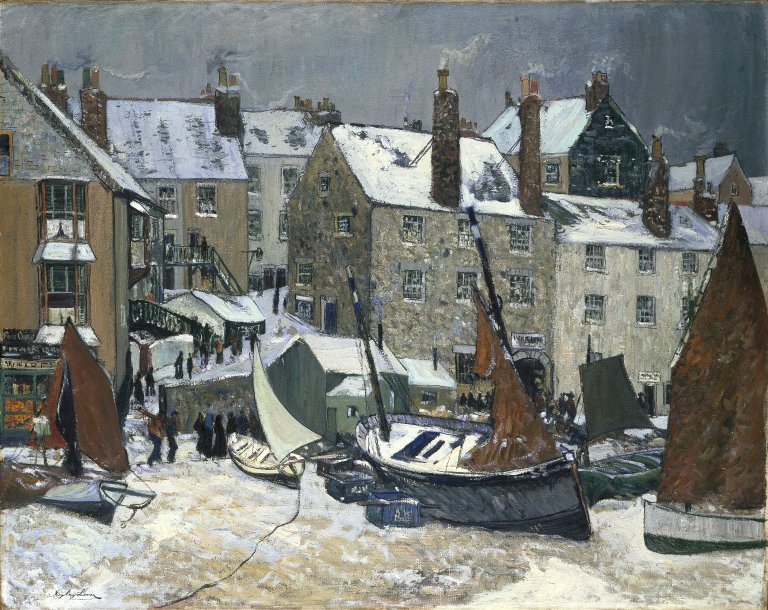
Brooklyn Museum - Winter St. Ives - Hayley Lever

Lever nació en Bowden, Australia Meridional el 28 de septiembre de 1875, hijo de Albion W. Lever. Se destacó en las clases de pintura en Prince Alfred College bajo James Ashton y al dejar la escuela continuó estudiando con Ashton en su escuela de arte de Norwood. Fue miembro fundador del Adelaide Easel Club en 1892.
El abuelo materno de Lever, Richard Hayley, propietario de Bowden Tannery, murió en 1882, y su herencia fue suficiente para que Lever financiara un viaje a Inglaterra en 1899 para continuar su carrera en la pintura. Se trasladó a St. Ives, puerto pesquero y colonia artística en la costa de Cornualles. La reputación de la ciudad como centro de pintura de marinas se debía en gran parte a Julius Olsson, quien se convirtió en un destacado pintor británico de paisajes marinos.  En St. Ives, Lever compartió un estudio con Frederick Judd Waugh y estudió técnicas de pintura con los impresionistas Olsson y Algernon Talmage. Lever también pintó en los pueblos portuarios franceses de Douarnenez y Concarneau, en Bretaña, directamente al otro lado del Canal de la Mancha desde St. Ives.
A fines de 1904, Lever hizo un viaje de regreso a Adelaida, donde su madre se estaba muriendo de tuberculosis. Durante su estancia de doce meses realizó varias exposiciones, pintó marinas y enseñó. En 1906, al regresar a Europa, se casó con Aida Smith Gale en la iglesia parroquial de St. Ives. En 1908, Lever realizó una serie de pinturas llamada El hospital de Van Gogh, Holanda, expresando la profunda influencia que sentía de ese artista.
En 1911, Ernest Lawson, un pintor impresionista, persuadió a Lever para que se trasladara a los Estados Unidos, diciendo que allí tendría más éxito. Lever llegó a Nueva York en 1912 y pintó vistas del río Hudson, Times Square y Central Park. Al descubrir la costa este de Estados Unidos, pintó en Gloucester, Massachusetts durante varios veranos y en Marblehead, Massachusetts. Ambos artistas desarrollaron estilos de pintura espontáneos y audaces, y Lever fue aceptado en el círculo de amigos de Lawson: Robert Henri, William Glackens, John Sloan y George Bellows. Expuso con este grupo regularmente, pero finalmente dejó Nueva York para establecerse en Massachusetts.
De 1919 a 1931, Lever impartió clases de arte en la Art Students League de Nueva York, mantuvo un estudio en Gloucester y viajó a menudo para pintar en Nantucket y Martha's Vineyard. Ofreció este mensaje a sus alumnos: "El arte es la recreación del estado de ánimo en línea, forma y color. Si estuviera confinado en mi propio patio trasero por el resto de mi vida, todavía tendría más imágenes en mi mente que tiempo para pintarlas. El arte no es más que pasar un buen rato". Lever fue a Pittsburgh en 1922 como jurado de arte para la exposición Carnegie International.
En 1924, Lever recibió el encargo de pintar un retrato del yate presidencial, el USS Mayflower, que posteriormente fue presentado al presidente Calvin Coolidge en la Sala del Gabinete de la Casa Blanca.
En 1930, Lever se había mudado a Caldwell, Nueva Jersey, donde permaneció hasta 1938, cuando se trasladó a Mount Vernon, Nueva York. Mientras vivía en Nueva York, Lever pintó marinas y paisajes en Nueva Jersey, Nueva Inglaterra, Nueva York y las Islas Marítimas de Canadá. A lo largo de su vida, viajó y pintó extensamente, incluidas Nueva Escocia y la isla Grand Manan en Canadá, las Bahamas y Florida, mientras regresaba a menudo a Europa. En 1933, Hayley fue nombrado director de la escuela de arte de verano Green Mountains en Smugglers Notch en Stowe, Vermont. Lever también impartió clases de pintura en la Escuela de Arte Forum en Bronxville, Nueva York, de 1934 a 1935.
Más tarde, Lever sufrió artritis en la mano derecha, lo que le impidió viajar y lo obligó a concentrarse en las naturalezas muertas. A medida que avanzaba su artritis, aprendió por sí mismo a pintar con la mano izquierda. Sin embargo, tras la muerte de su esposa Aida en 1949, Lever se vio confinado en su casa, donde continuó pintando desde 1953 hasta su muerte.
Hayley Lever murió el 6 de diciembre de 1958 en su casa de Mount Vernon, Nueva York. La noticia de su muerte sorprendió a algunos: Lever casi había desaparecido de la vista del público más de dos décadas antes, a pesar de haber sido enormemente popular y aclamado por la crítica. Aun así, había seguido pintando en esos años hasta tal punto que sus colegas y los marchantes estaban confundidos por el número de pinturas sin vender y en gran parte invisibles en su granero de Mount Vernon. Desde su muerte, ha sido reconocido como uno de los líderes del impresionismo estadounidense en el siglo XX.

## Obras expuestas/exposiciones

### Obras expuestas
- Casa Blanca
- Museo y Jardín de Esculturas Hirshhorn
- Museo de Arte de Baltimore
- Instituto de Artes de Detroit, Míchigan (enlace roto disponible en Internet Archive; véase el historial, la primera versión y la última).
- Museo de Arte de Montclair, Nueva Jersey
- Museo de Arte de Brooklyn
- Asociación Histórica de Nantucket, Massachusetts
- Museo de Arte de Nueva Bretaña, Connecticut
- Galería de Arte Corcoran, Washington, DC
- Museo de Arte de Dallas
- El Museo de Arte de Wichita Archivado el 28 de julio de 2011 en Wayback Machine.
- Museo de Arte de Des Moines
- Museo de Arte de Fort Worth
- Museo de Arte del Condado de Los Ángeles
- El Museo de Arte Americano de Westmoreland (enlace roto disponible en Internet Archive; véase el historial, la primera versión y la última).
- Academia Telfair
- Club Nacional de las Artes
- Academia Nacional de Diseño
- Museo de Arte de Menfis
- Museo de Arte de Australia
- Museo de Arte de Cincinnati
- Galería Addison de Arte Americano
- Galería de arte de Sídney de Australia
- Art Gallery of South Australia (una sola obra: The last glow, flota pesquera de St. Ives)

### Exposiciones
| 2010      | "Pinturas de la Edad Dorada a la Era Moderna: una exposición de bellas artes europeas y americanas", Galerie Werner, Pittsburgh, Pensilvania |
| 2010      | "Pinturas de bodegones estadounidenses (1829-2009)", Spanierman Gallery, Nueva York                                                          |
| 2005      | "Arte en flor - Obras de la colección permanente", Museo de Arte Norton, West Palm Beach, Florida                                            |
| 2003      | "Hayley Lever (1876-1958)", Spanierman Gallery, Nueva York                                                                                   |
| 1922-1946 | El Museo Whitney de Arte Americano, Nueva York                                                                                               |
| 1945      | Artes y manualidades de Westchester |
| 1945      | Instituto de Arte de Chicago; Machbeth, Rehn, Ferargil, Daniels, French & Company; Galerías Clayton                                          |
| 1914-1941 | Bienales Corcoran Gallery, Nueva York |
| 1940      | Exposición anual de la Academia de Bellas Artes de Pensilvania                                                                               |
| 1940      | Club Nacional de las Artes, Nueva York |
| 1938      | Academia Nacional de Diseño, Nueva York |
| 1936      | Academia Nacional de Diseño, Nueva York |
| 1936      | Club de arte de Newark, Newark, Nueva Jersey                                                                                                 |
| 1934      | Salones de América, Nueva York |
| 1913-1932 | Exposición anual de la Academia de Bellas Artes de Pensilvania                                                                               |
| 1927      | Frank KM Rehn Gallery, Nueva York (exposición para dos personas con Jan Matulka )                                                            |
| 1926      | Exposición Sesqui-Centenario, Filadelfia |
| 1922      | Club Nacional de las Artes, Nueva York |
| 1920      | Sociedad de Artistas Independientes, Nueva York                                                                                              |
| 1920      | Academia de Bellas Artes de Buffalo |
| 1918      | Club de acuarela de Filadelfia, Pensilvania                                                                                                  |
| 1914-1916 | Club Nacional de las Artes, Nueva York |
| 1915      | Exposición Internacional Panamá-Pacífico, San Francisco, California                                                                          |
| 1914      | Galería de arte conmemorativa en Rochester                                                                                                   |
| 1914      | Museo de Bellas Artes de Siracusa |
| 1914      | Academia Nacional de Diseño, Nueva York |
| 1905      | Nuevo Salón, París |
| 1904      | Adelaida, Australia Meridional |
| 1904      | La Real Academia, Londres |